# Bad Sneakers and a Piña Colada
Bad Sneakers and a Piña Colada è il secondo album in studio del gruppo musicale svedese Hardcore Superstar, pubblicato nel 2000 dalla Music for Nations.

## Il disco
Questo è il vero debutto internazionale della band. Contiene delle tracce del precedente album ri-registrate col nuovo batterista.

## Tracce
1. Hello/Goodbye
2. You Will Never Know
3. Liberation
4. Have You Been Around
5. Punk Rock Song
6. Beat You Down
7. Rock 'n' Roll Star
8. Someone Special
9. Slide Song
10. Hey Now
11. Strapped
12. Bubblecum Ride
13. So Deep Inside

Bonus track (Giappone)
1. Don't You Ever Leave Me

## Formazione
- Jocke Berg - voce
- Silver Silver - chitarra
- Martin Sandvik - basso
- Magnus Andreasson - batteria